# Moutiers-sur-le-Lay

Moutiers-sur-le-Lay este o comună în departamentul Vendée, Franța. În 2009 avea o populație de 626 de locuitori.